# Rhenopteroidea
Super-famille
Familles de rang inférieur
- † Rhenopteridae Størmer,1951

Rhenopteroidea est une super-famille fossile d'Euryptérides, un groupe éteint d'Arthropodes Chélicérates communément appelés "scorpions de mer". C'est l'une des quatre super-familles classées dans le sous-ordre Stylonurina. Des Rhénoptéroïdes ont été découverts en Allemagne, au Canada, aux Etats-Unis, en Norvège et au Royaume-Uni. 

## Présentation
Les Rhénoptéroïdes sont de petits Euryptérides Stylonurines caractérisés par un bord postérieur du métastome arrondi, une unique épine fixe sur les appendices prosomaux III et un telson court. Les appendices II-IV ont des épines courtes et fixes. Les appendices V-VI sont non spinifères. L'exosquelette comporte des tubercules et boutons répartis sur sa surface externe. Le prosome (tête) est sub-trapézoïdal, avec des yeux composés répartis en arcs sur des axes parallèles. Les appendices génitaux masculins sont courts et dotés de deux épines distales.
Les Rhénoptéroïdes sont apparus au cours de l'Ordovicien moyen et constituent l'un des groupes les plus anciens et les plus basaux des Euryptérides Stylonurines. A ce titre, ils comptent l'un des premiers Euryptérides connus, le genre Brachyopterus.
La super-famille ne compte qu'une seule famille, les Rhenopteridae.